# 背光
背光是一種被用於LCD顯示上的照明形式。背光式和前光式不同之處在於背光是從側邊或是背後照射，而前光顧名思義則從前方照射。其用途為增加在低光源環境中的照明度和電腦顯示器、液晶螢幕上的亮度，以和CRT顯示類似的方式來產生光。
其光源可能是白熾燈泡、電光面板(ELP)、發光二極體(LED)、冷阴极荧光灯管(CCFL)等。電光面板提供整個表面均勻的光，而其他的背光模組則使用散光器從不均勻的光源中來提供均勻的光線。
背光可以是任何一種顏色，單色液晶通常有黃、綠、藍、白等背光。而彩色顯示採用白色背光，因其涵蓋最多色光。
LED背光被用在小巧、廉價的LCD面板上。它的光通常是有顏色的，雖然白色背光已經愈來愈普遍了。電光面板經常被使用在大型顯示上，這時均勻的背光是很重要的。電光面板需要經由高壓的交流電來驅動，這部份由冷陰極螢光燈用逆變器 (inverter)迴路來提供。冷陰極螢光燈被用在像是電腦顯示器上，顏色通常是白色的，這同樣也需要用逆變器(inverter)和散光器。白熾背光則在需要高亮度時使用，但是其缺點則是白熾燈泡的壽命相當有限，而且會產生相當多的熱量。
LED背光可增進LCD顯示的色彩表現。LED光是經由三個各別的LED所產生出來，提供相當吻合LCD像點濾色器自身的色光譜。

## 光源种类
光源组成可以是：
- 发光二极管（LED）
- 電致發光（ELP）
- 冷阴极荧光灯管（CCFL）
- 热阴极射线管（HCFL）
- 外置电极荧光灯（EEFL）
- 白炽灯

其中，ELP在整个表面上均一发光，而其他发光方式呈现点状，在规模使用的时候可能会有不均匀的现象。
背光可以是各种颜色的。单色的LCD通常使用黄、绿、蓝或白色背光，而彩色LCD通常选用白色背光，以尽量覆盖可见光范围。

## 应用
彩色LED通常经常作为小型廉价LCD面板上的配置，
而白色的LED

### LED背光
彩色屏幕的LED背光主要有两种常见形式：
- 白色LED背光
- RGB LED背光

白色LED通常被用于笔记型電腦与台式显示器屏幕背光，以及绝大多数便携移动设备。白光LED通常是用蓝光LED配合广谱黄色荧光粉，给人以白光的印象。由于光谱曲线峰值在黄色区，而液晶面板的透射又是红色和绿色滤镜为主（蓝色光直接通过了），会导致比较糟糕的表现——绿色和红色的表现会趋向黄色，而缩减整体色域。RGB LED则由红绿蓝三色LED构成，可以控制来产生不同色温的白色。RGB LED作为背光，主要应用在一些高階显示设备，例如惠普 DreamColor LP2480zx 显示器，或者部分HP EliteBook移动工作站型号，此外一些消费级显示设备例如戴尔Studio系列笔记型電腦也有RGB LED作为可选项。
RGB LEDs can deliver an enormous color gamut to screens. When using three separate LEDs (additive color) the backlight can produce a color spectrum that closely matches the color filters in the LCD pixels themselves. In this way, the filter passband can be narrowed so that each color component lets only a very narrow band of spectrum through the LCD. This improves the efficiency of the display since less light is blocked when white is displayed. Also, the actual red, green, and blue points can be moved farther out so that the display is capable of reproducing more vivid colors.

## 衍生技術

### Light-Mission
Light-Mission 是韩国三星公司自主研究及开发的背光，首次用於其第二代9系列超薄笔记型電腦的键盘的背光，取代了传统的LED。也是首次将该技术用在笔记型電腦上。